# Lingua urum
La lingua urum o urum è una lingua appartenente alla famiglia linguistica delle lingue turche parlata da alcune centinaia di migliaia di persone che abitano alcuni villaggi nel sud-est dell'Ucraina ed in Georgia, oltreché nelle numerose comunità disperse nel mondo. Alcuni linguisti considerano la lingua Urum come una variante della lingua tatara di Crimea.
Il nome Urum deriverebbe da Rūm ("Roma"), il termine con cui veniva denominato l'Impero bizantino nel mondo musulmano. L'Impero ottomano lo usava per descrivere i non-musulmani che vivevano nell'impero. La U iniziale sarebbe un fenomeno di prostesi: originalmente, il turco, non aveva la consonante /ɾ/ in posizione iniziale, e quindi, nelle parole prese in prestito da altre lingue che iniziavano con la R, doveva aggiungere una vocale.
L'uso comune del termine  'Urum'  sembra aver portato ad una certa confusione, infatti la maggior parte dei turchi di lingua greca sono stati chiamati Urum.

## Sistemi di scrittura
Si conoscono molti manoscritti in Urum scritti usando l'Alfabeto greco.
Nel periodo tra il 1927 ed il 1937, l'Urum venne scritto utilizzando il Alfabeto latino negli Stati turchi, noto anche come Yañalif, che usava i caratteri Latini, messo a punto in Unione Sovietica. Dal 1937 l'uso dell'Urum scritto venne interrotto.  Alexander Garkavets usa il seguente alfabeto, derivato dal Cirillico:
| А а   | Б б | В в   | Г г   | Ғ ғ | Д д | (Δ δ) | Д′ д′ |
| (Ђ ђ) | Е е | Ж ж   | Җ җ   | З з | И и | Й й   | К к   |
| Л л   | М м | Н н   | Ң ң   | О о | Ӧ ӧ | П п   | Р р   |
| С с   | Т т | Т′ т′ | (Ћ ћ) | У у | Ӱ ӱ | Υ υ   | Ф ф   |
| Х х   | Һ һ | Ц ц   | Ч ч   | Ш ш | Щ щ | Ъ ъ   | Ы ы   |
| Ь ь   | Э э | Ю ю   | Я я   | Ѳ ѳ |     |       |       |

In un testo Urum pubblicato a Kiev nel 2008, viene suggerito il seguente alfabeto:

| А а | Б б | В в | Г г | Ґ ґ | Д д | Д' д' | Дж дж |  |
| Е е | З з | И и | Й й | К к | Л л | М м   | Н н   |  |
| О о | Ӧ ӧ | П п | Р р | С с | Т т | Т' т' | У у   |  |
| Ӱ ӱ | Ф ф | Х х | Ч ч | Ш ш | Ы ы | Э э   |       |  |

## Pubblicazioni
Molto poche sono le pubblicazioni in lingua Urum, i dizionari, e le descrizioni della lingua.
Per la lingua urum parlata nel Caucaso vi è un progetto di documentazione in lingua che ha raccolto un dizionario, un insieme di strutture grammaticali rilevanti, ed un corpus di testi. Il sito web del progetto contiene testi relativi alla lingua ed alla sua storia.